# Vespadelus caurinus
Vespadelus caurinus — вид родини лиликових.

## Середовище проживання
Цей вид є ендеміком Австралії, де він поширений в північній частині Північної території і Кімберлі в Західній Австралії. Він також присутній на архіпелаг Бонапарта, і Грут-Айленд. Зустрічається в тропічних лісах, луках і чагарниках.  Лаштує сідала в печерах і покинутих шахтах, а також в дорожніх водопропускних трубах. Він зазвичай утворює групи по кілька осіб, проте, материнські колонії можуть складатися з кількох сотень особин. Самиці народжують одне або два дитинча.

## Загрози та охорона
Немає серйозних загроз для цього виду, однак, материнські колонії особливо чутливі до порушення людиною. Як відомо, присутній у деяких охоронних територіях.